# Pogonioefferia yuma
Pogonioefferia yuma là một loài ruồi trong họ Asilidae. Pogonioefferia yuma được Wilcox miêu tả năm 1966. Loài này phân bố ở vùng Tân Bắc giới.